# Горно Спанчево
Вижте пояснителната страница за други значения на Спанчево.
Го̀рно Спанчѐво е село в Югозападна България, в община Сандански, област Благоевград.

## География
Село Горно Спанчево се намира в подножието на Пирин планина. През него минава третокласен път от ГКПП Златарево и село Катунци за град Гоце Делчев през прохода Попови ливади.

## История

### Етимология
Името е по изчезналото лично име *Спан < спан „който много спи“. Сравними са местното име Спанча, горист хълм и пасище на З от Алистрат, Драмско, селищните имена Долно Спанчево, Петричко, Спанчов, Силистренско, Спанчово, Ругуновско, Спанчево, Кочанско, Спанци, Леринско, Спанците, Габровско, река Спанч, Кукушко.

### В Османската империя
През XIX век Горно Спанчево е част от Демирхисарска каза на Османската империя. През 1876 година на мястото на по-стар храм е изградена църквата „Света Петка“ – паметник на културата. В „Етнография на вилаетите Адрианопол, Монастир и Салоника“, издадена в Константинопол в 1878 година и отразяваща статистиката на населението от 1873 година, Горно Спанчово (Gorne-spantchovo) е посочено като село с 42 домакинства и 130 жители българи.
В 1891 година Георги Стрезов пише за селото:
| „ | Спанчово, до Бистрица, на С от Валовища 6 часа. Пътят лошав и твърде каменист; следва течението на Бистрица. Земледелци, овчаре и железари; има и един самоков. 1 гръцка църква, и училище също такова с 32 ученика. 60 къщи. | “ |

Според статистиката на Васил Кънчов („Македония. Етнография и статистика“) от 1900 година селото е населявано от 250 жители българи-християни и 30 власи.
Според статистиката на секретаря на Българската екзархия Димитър Мишев („La Macédoine et sa Population Chrétienne“) в 1905 година селото (Gorno-Spantchevo) вече се числи към Мелнишка кааза. Християнското население на Горно Спанчево се състои от 320 българи екзархисти. В селото функционира 1 начално българско училище с 1 учител и 17 ученика.

### В България
През 1985 година селото има 206 жители. Към 1 януари 2008 година населението на селото брои 92 жители.

## Население

### Етнически състав
Преброяване на населението през 2011 г.
Численост и дял на етническите групи според преброяването на населението през 2011 г.:
|                     | Численост |
| Общо                | 80        |
| Българи             | 76        |
| Турци               | - 3       |
| Цигани              | -         |
| Други               | -         |
| Не се самоопределят | -         |
| Неотговорили        | 3         |

## Икономика
В селото се намира ВЕЦ „Спанчево“, част от Каскада „Пиринска Бистрица“.

## Редовни събития
Редовно събитие е съборът на село Горно Спанчево, който се провежда всяка година 25 – 26 юли.

## Личности
Родени в Горно Спанчево
- Ангел Поповчев (1868 – 1905), български революционер от ВМОРО
- Ангел Харизанов Спанчовалията (1870 – 1902), български революционер, деец на ВМОК, роден в Горно или Долно Спанчево
- Георги Спанчовалията (Георги Иванов Шуплев, 1869 – 1903), български революционер, деец на ВМОРО
- Паскал Апостолов, македоно-одрински опълченец, 26-годишен, земеделец (тютюнджия), неграмотен, Струмишка чета, 2 рота на 13 кукушка дружина[10]